# Mary Gaitskill

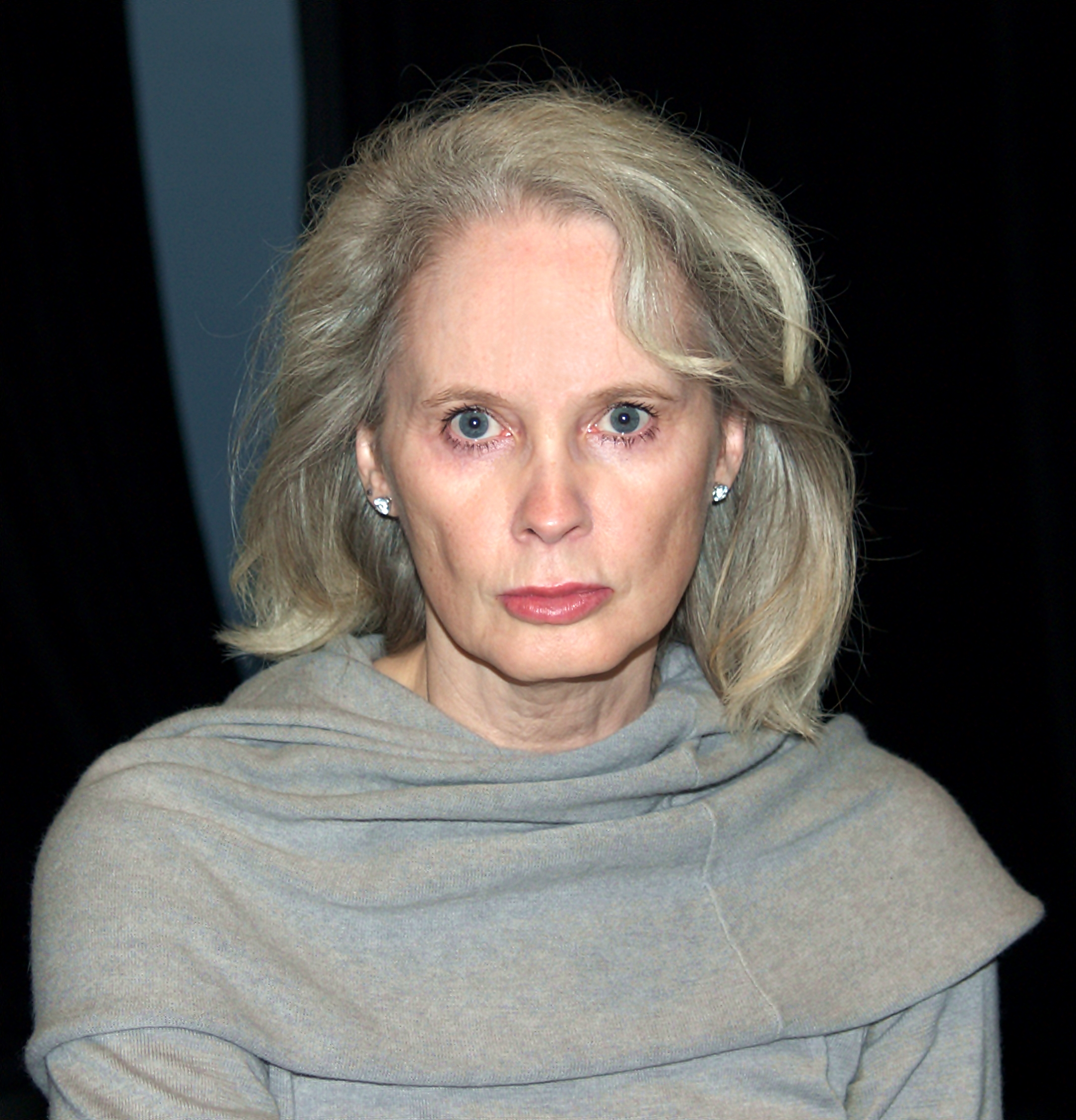
Mary Gaitskill, 2010

Mary Gaitskill (* 11. November 1954 in Lexington, Kentucky) ist eine US-amerikanische Schriftstellerin. Sie setzt sich in Kurzgeschichten, Essays und Romanen u. a. mit den Themen Sexualität und BDSM auseinander. Ihre in Bad Behavior veröffentlichte Erzählung Secretary diente als Vorlage für den US-amerikanischen Spielfilm gleichen Namens aus dem Jahre 2002. Ihre Arbeiten wurden unter anderem in The New Yorker, Harper’s Magazine, Esquire, The Best American Short Stories (1993 und 2006) und The O. Henry Prize Stories (1998) veröffentlicht.

## Leben und Werk
Mary Gaitskill erwarb an der University of Michigan einen Abschluss (B.A.) und wurde mit einem Hopwood Award ausgezeichnet. In ihrem Essay Revelation schildert sie, dass sie 21-jährig „wiedergeborener Christ“ wurde, nach einem halben Jahr die Bewegung jedoch wieder verließ. 2001 heiratete sie den Schriftsteller Peter Trachtenberg. Nach längeren Abschnitten in Toronto, San Francisco und Marin County, Kalifornien lebt sie seit 2005 in New York City.
Nachdem Gaitskill seit ihrem 23. Lebensjahr versucht hatte, ihre Werke zu veröffentlichen, gab sie mit ihrem Prosaband Bad Behavior im Jahre 1988 ihr Buchdebüt. Ein wesentliches Motiv ihrer Arbeit ist die innere Auseinandersetzung von Frauen mit ihren unterschiedlichen Rollen, wobei sie regelmäßig „Tabuthemen“ wie Prostitution, Sucht und BDSM sehr deutlich beschreibt. Gaitskill arbeitete nach eigenen Angaben in der Vergangenheit als Stripperin und Callgirl. Die gleiche Freimütigkeit bezüglich ihrer Vergangenheit zeigte sie mit den Bekenntnissen zu ihrem eigenen Schicksal als Vergewaltigungsopfer in ihrem Essay „On Not Being a Victim“ für Harper’s.
Der US-amerikanische Spielfilm Secretary des Regisseurs Steven Shainberg aus dem Jahre 2002 beruht auf ihrer Erzählung gleichen Namens in Bad Behavior. Verfilmung und Roman haben nur wenige Gemeinsamkeiten. Gaitskill charakterisierte den Film als „die Pretty Woman-Version“ ihres Werks, die ihren Schwerpunkt eindeutig auf den Liebreiz der Vorlage lege und etwas zu gefällig sei. Dennoch stellte sie fest, dass im Endeffekt eine erfolgreiche Filmadaption nicht nur für sie ein zusätzliches Einkommen und einen erhöhten Bekanntheitsgrad bedeute, sondern es den Menschen ermögliche, sich von einer solchen ausgehend eigene Gedanken über das Thema des Films zu machen.
Im Jahr 1989 wurde Schlechter Umgang in Deutschland veröffentlicht; 1992 folgte der Roman Im Spiegel der Anderen. 2020 wurde Schlechter Umgang unter dem amerikanischen Originaltitel "Bad Behavior" erneut publiziert.

## Politische Einstellungen
Im Oktober 2024 gehörte Gaitskill zu den Unterzeichnern eines Aufrufs zum Boykott israelischer Kulturinstitutionen, „die an der überwältigenden Unterdrückung der Palästinenser mitschuldig sind oder diese stillschweigend beobachtet haben“.

## Auszeichnungen
Gaitskill erhielt im Jahr 2002 ein Guggenheim-Stipendium und im Jahr 1998 für Because They Wanted To eine Nominierung für den PEN/Faulkner Preis. 2005 wurde „Veronica“ für den National Book Award nominiert und war in diesem Jahr auch Finalist des National Book Critics Circle. 2020 wurde sie Mitglied der American Academy of Arts and Letters.

## Veröffentlichungen
- Bad Behavior (dt. Schlechter Umgang – Erzählungen. Übersetzung von Nikolaus Hansen), 1988 ISBN 0-671-65871-9.
  - Bad Behavior. Schlechter Umgang. Übersetzung von Nikolaus Hansen, Blumenbar Verlag, Berlin 2020, ISBN 978-3-351-05079-5.
- Two Girls, Fat and Thin (dt. Im Spiegel der Anderen – Roman), 1991, ISBN 0-671-68540-6.
- Because They Wanted To (Erzählungen), 1997, ISBN 0-684-80856-0.
- Veronica (Roman), 2005, ISBN 0-375-42145-9.
- „Revelation,“ in Communion: Contemporary Writers Reveal the Bible in Their Lives, David Rosenberg (Hrsg.), ISBN 0-385-47484-9.
- The Lost Cat (dt. Der verschwundene Kater – Memoir, 2014, ISBN 978-3-03820-004-8), 2009, Granta, 107.
- The Mare. 2016.
- Somebody with a Little Hammer (2017) (Essays) ISBN 0-307-37822-5
- This Is Pleasure (dt. Das ist Lust – Roman), 2019, ISBN 978-3-351-05082-5.